# Iván Pineda
Juan Carlos Iván Pineda Vázquez (Cd. Victoria, Tamaulipas, México; 22 de julio de 1992), conocido simplemente como Iván Pineda y ocasionalmente llamado con el apodo de Pine es un futbolista mexicano. Juega en la posición de defensa lateral por la izquierda. Actualmente está en el club Correcaminos de la UAT, de la Liga de Ascenso de México.

## Trayectoria
Iván Pineda empezó su carrera como futbolista en las fuerzas básicas del Club de Fútbol Pachuca, participando en sus equipos de divisiones inferiores desde los doce años de edad. A los 18 años, para el Torneo Clausura 2011, es promovido al primer equipo, sin embargo no logra debutar. Al finalizar ese torneo se anuncia su cesión al Club León de la Liga de Ascenso, con el objetivo de reforzar al equipo de cara al Apertura 2011. 
Con el León es cuando consigue debutar; hace su presentación como profesional el día 29 de julio de 2011 ante los Correcaminos de la UAT, partido en el que inicia como titular y participa los 90 minutos. Durante todo ese torneo es titular y disputa todos los minutos de juego, siendo considerado jugador revelación por parte de la prensa local leonesa.
El siguiente campeonato, el Clausura 2012, mantiene regularidad en el cuadro titular, aunque participa menos minutos que el torneo anterior. Ese torneo consigue el Título con el Club León y posteriormente el Ascenso, aunque no tiene minutos de juego en la final. 
Se mantiene con el León en Primera División para el Torneo Apertura 2012.

## Selección nacional
Con la Selección Sub-17 enfrentó el proceso para el Copa Mundial Sub-17 de 2009 en Nigeria, disputando el premundial de ese año en Tijuana. Al final se consiguió la clasificación al Mundial Sub-17, sin embargo, Pineda no tiene minutos de juego en ningún encuentro, lo que a la postre le significaría ser relegado del grupo que finalmente disputaría la Copa del Mundo de la categoría.

## Clubes
| Club                      | País   | Año             |
| ------------------------- | ------ | --------------- |
| Club Pachuca              | México | 2010-2011       |
| Club León                 | México | 2011-2015       |
| Club Atlas de Guadalajara | México | 2015 - 2016     |
| Fútbol Club Juárez        | México | 2016 - 2017     |
| Correcaminos de la UAT    | México | 2016 - 2017     |
| CD Mineros de Zacatecas   | México | 2018 - 2019     |
| Correcaminos de la UAT    | México | 2020 - Presente |

## Palmarés

### Campeonatos nacionales
| Título             | Club      | País   | Año  |
| ------------------ | --------- | ------ | ---- |
| Liga de Ascenso    | Club León | México | 2012 |
| Campeón de Ascenso | Club León | México | 2012 |
| Liga MX            | Club León | México | 2013 |
| Liga Mx            | Club León | México | 2014 |